# Schwabing
Schwabing je čtvrť Mnichova. Leží severně od městského centra na území čtvrtého a dvanáctého mnichovského obvodu. Žije zde přibližně 100 000 obyvatel.
První písemná zmínka pochází z roku 782. V roce 1886 se Schwabing stal městem a v roce 1890 byl připojen k Mnichovu.
V roce 1315 je zmiňován zdejší kostel svatého Silvestra. Začátkem osmnáctého století vznikl zámek Suresnes. V roce 1840 byla ve Schwabingu postavena hlavní budova Mnichovské univerzity a v roce 1885 sem přesídlila Akademie výtvarných umění v Mnichově. Schwabing se tak stal centrem bavorského intelektuálního a uměleckého života, k němuž patřil např. básnický kroužek Die Krokodile a později výtvarná skupina Der Blaue Reiter. Působili zde Gottfried Keller, Gustav Meyrink, Christian Morgenstern, Rainer Maria Rilke, Frank Wedekind, Lovis Corinth, Hugo Ball, Paul Klee, Georg Hirth i Vladimir Iljič Lenin. Ve Schwabingu vycházel satirický časopis Simplicissimus a na Türkenstraße vznikl stejnojmenný kabaret. Avantgarda se setkávala především v kavárně Café Stefanie na Amalienstraße. Výraznou postavou bohémské scény byla Fanny zu Reventlow, zvaná „hraběnka ze Schwabingu“. Převládaly zde levicové nálady, Schwabing byl baštou Bavorské republiky rad, B. Traven zde vydával anarchistický časopis Der Ziegelbrenner.
V létě 1962 zde vypukly „Schwabinské kravály“, když se nonkonformní mládež postavila proti policii. Schwabing se stal módní čtvrtí generace flower power, vzniklo nákupní centrum Schwabylon a hudební kluby Yellow Submarine a Blow Up. Od konce dvacátého století probíhá silná gentrifikace, průměrné příjmy zdejších obyvatel přesahují mnichovský průměr. Vznikají moderní sídliště jako Schwabinger Tor a Domagkpark, v roce 2004 byla dokončena výšková kancelářská budova Highlight Towers.
Hlavní tepnou Schwabingu je Leopoldstraße s vítězným obloukem Siegestor, který vytvořil roku 1852 Eduard Mezger. Na území čtvrti zasahuje Leopoldpark a Anglická zahrada. V osmdesátých letech bylo vybudováno umělé jezero Schwabinger See o rozloze 2,7 hektaru. Sídlí zde divadla Schauburg, Rationaltheater a Münchner Lach- und Schießgesellschaft.